# Kolbenhub

Schema einer Hubkolbenmaschine:
OT = oberer Totpunkt
UT = unterer Totpunkt

Der Kolbenhub ist der maximale Weg, den ein Kolben in seinem Zylinder in eine Richtung zurücklegen kann. Er ist definiert als „Abstand zwischen den beiden Totpunkten des Kolbens“ und soll in mm oder cm angegeben werden.
In Hubkolbenmaschinen ist der Kolbenhub die Strecke der Auf- und Abbewegung vom unteren bis zum oberen Totpunkt. Er wird bestimmt durch den Kurbelradius der Kurbelwelle unter dem Einfluss einer möglichen Schränkung (wenn die Achse der Kurbelwelle und die Zylinderachse sich nicht schneiden, was vor allem bei kompakt gebauten VR-Motoren und Doppelkolbenmotoren mit gemeinsamer Kurbelwelle vorkommt).
In der deutschen Norm DIN 1940 „Verbrennungsmotoren“ ist seit Juli 1946 der Kolbenhub als der Abstand zwischen den beiden Totpunkten definiert und soll in mm angegeben werden; für ihn wird das Formelzeichen {\displaystyle s} empfohlen.
Aus Kolbenhub mal Querschnittsfläche der Zylinderbohrung ergibt sich der Hubraum eines Zylinders (mal Anzahl der Zylinder der Gesamthubraum für den Motor).

## Einzelbelege und Anmerkungen
1. ↑  Deutsche Norm DIN 1940 Verbrennungsmotoren; Begriffe, Zeichen, Einheiten, Ausgabe März 1958. Dort Nr. 2.14.
2. ↑  Zwar zählen bei Mehrkolbenmotoren alle Zylinder, die zum selben Verbrennungsraum gehören als 'einer', für die Ermittlung des Gesamthubraums des Motors müssen aber alle berücksichtigt werden.